# Église Saint-Victor d'Autrêches
L'église Saint-Victor d'Autrêches est une église catholique paroissiale réalisée au  XVIe siècle de style gothique située à Autrêches, commune de l'Oise.
Elle est affiliée à la paroisse Notre-Dame-de-Neuffontaine de la vallée de l'Aisne.

## Histoire
En partie détruite lors de la Première Guerre mondiale, des travaux de rénovation ont eu lieu en 1956.
L'église fait l’objet d’un classement au titre des monuments historiques depuis le 22 octobre 1913. 